# سطح مضاد للميكروبات
يغطى السطح المضاد للميكروبات بعامل مضاد للميكروبات يثبط قدرة الكائنات الحية الدقيقة على النمو. تخضع هذه الأسطح للدراسة بشكل أكبر لاستخدامها في أماكن مختلفة عديدة، كالعيادات والصناعات المختلفة وفي المنازل أيضًا. تستخدم المواد المضادة للميكروبات في منشآت الرعاية الصحية، وهو الاستخدام الأشيع والأكثر أهمية لها، لتعقيم الأجهزة الطبية بهدف تجنب العدوى المرتبطة بالمستشفيات، والتي تسببت في نحو 100000 حالة وفاة في الولايات المتحدة الأمريكية وحدها. بالإضافة إلى الأجهزة الطبية، قد تشكل المفارش والملابس بيئة مناسبة لنمو أنواع عديدة من البكتيريا والفطريات والفيروسات عند ملامستها جسم الإنسان، ما يسمح بنقل الأمراض المعدية.
يمكن توظيف الأسطح المضادة للميكروبات وفقًا لمجموعة متنوعة من العمليات المختلفة؛ إذ يمكن دهن سطح ما بمادة تحتوي على مركب كيميائي سام للكائنات الحية الدقيقة، أو عوضًا عن ذلك، يمكننا جعل هذا السطح يمتز البوليمر أو البولي ببتيد و/ أو يغير بنيته المجهرية والنانوية.
يمثل النحاس وسبائكه (النحاس الأصفر والبرونز والنيكل النحاسي وخليط النحاس والنيكل والزنك وغيرها) مواد طبيعية مضادة للميكروبات؛ أي أنها تملك خصائص طبيعية تساهم بالقضاء على مجموعة واسعة من الكائنات الحية الدقيقة، ويعتبر اكتشاف ذلك أحد الابتكارات المهمة في مجال الأسطح المضادة للميكروبات. يتوفر عدد كبير من الدراسات الخاضعة لمراجعة الأقران حول فعالية النحاس المضادة للميكروبات في حالة الإشريكية القولونية O157: H7 والمكورات العنقودية الذهبية المقاومة للميثيسيلين والمكورات العنقودية والمطثيات العسيرة وفيروسات الأنفلونزا أ والفيروسات الغدانية والفطريات.
بالإضافة إلى مجال الصناعات الصحية، تستخدم الأسطح المضادة للميكروبات للحفاظ على الأسطح نظيفة. يمكن التلاعب إما بالطبيعة الفيزيائية للسطح أو تركيبه الكيميائي، لخلق بيئة غير مناسبة لنمو الكائنات الحية الدقيقة لمجموعة متنوعة من الأسباب المختلفة. تستخدم مواد التحفيز الضوئي لقدرتها على قتل العديد من الكائنات الحية الدقيقة، وبالتالي يمكن توظيفها في الأسطح ذاتية التنظيف، وكذلك لتنقية الهواء وتطهير الماء وفي الإجراءات المضادة للأورام.

## الفعالية المضادة للميكروبات

### الآليات

#### الفضة
ثبت أن أيونات الفضة تتفاعل مع مجموعة الثيول في الإنزيمات وتثبطها، ما يؤدي إلى موت الخلايا. يمكن لهذه الأيونات أن تثبط الإنزيمات المؤكسدة، كنازعات هيدروجين الكحول مثلًا. وقد ثبت أيضًا أن أيونات الفضة تؤثر على الحمض النووي الريبوزي منقوص الأكسجين، بواسطة تفاعل ديناميكي ضوئي، لتدعم تشكيل ثنائيات البيريميدين، وربما تمنع تضاعفه أيضًا.
يعتبر استخدام الفضة كمادة مضادة للميكروبات من المعلومات المثبتة.

#### النحاس
درس الباحثون آليات النحاس المضادة للميكروبات لعقود، وما تزال قيد البحث لغاية اليوم. يتوفر ملخص للآليات المحتملة هنا: الخصائص المضادة للميكروبات للنحاس، أو آليات عمل خصائص النحاس المضادة للبكتيريا. يعتقد الباحثون اليوم أن أهم الآليات تشمل ما يلي:
يؤدي ارتفاع مستويات النحاس داخل الخلية إلى إحداث إجهاد تأكسدي وتوليد بيروكسيد الهيدروجين. في ظل هذه الظروف، يشارك النحاس في ما يسمى التفاعل فنتوني النوع، وهو تفاعل كيميائي يسبب تلف تأكسدي في الخلايا.
يؤثر فرط النحاس على سلامة الغشاء الميكروبي، ما يؤدي إلى تسرب بعض العناصر الغذائية الأساسية للخلايا، كالبوتاسيوم والغلوتامات، وهذا يؤدي إلى جفاف الخلايا وموتها لاحقًا.
يعتبر النحاس ضروري للعديد من الوظائف البروتينية، ولكن في حال توفره بكميات كبيرة (كما هو الحال على الأسطح النحاسية)، سيرتبط بالبروتينات التي لا تحتاج إلى النحاس لتأدية وظيفتها. يؤدي الارتباط غير المناسب هذا إلى فقدان وظيفة البروتين و/ أو تفككه إلى أجزاء غير وظيفية.

### مركبات السيليكون العضوية
تخلق مركبات السيليكون العضوية شبكة من الجزيئات المشحونة كهربائيًا على السطح، وهذا يؤدي إلى تمزق جدار الخلية بمجرد ملامستها السطح. يولد هيكلها، الذي يتكون من عنصر كاره للماء وعنصر كاتيوني، هذا التأثير. يعمل العنصر الكاره للماء على منع الالتصاق بشكل رئيسي، ولكنه قد يقتحم جدار الخلية، الذي يساهم العنصر الكاتيوني في تمزيقه.

#### امتصاص المواد الغذائية
لوحظ أن معدل نمو بكتيريا الإشريكيات القولونية والعنقودية الذهبية لا يعتمد على تركيز المغذيات المتوفرة على الأسطح غير المضادة للميكروبات. كذلك، لوحظ أن العوامل المضادة للميكروبات، كنوفارون إيه جي 300 مثلًا (مركب الفضة والصوديوم والهيدروجين والزركونيوم والفوسفات)، لا تثبط معدل نمو بكتيريا الإشريكية القولونية والعنقودية الذهبية عندما يكون تركيز المغذيات عالي، ولكنها تنجح بذلك عند انخفاضه. توجهنا هذه النتيجة إلى احتمال وجود آلية مضادة للميكروبات في الحد من امتصاص الخلية للمغذيات، أو استخدامها لها بكفاءة.

## الانتقائية
بحكم التعريف، تشير صفة «المضاد للميكروبات» إلى شيء ضار بالميكروبات. نظرًا لأن تعريف الميكروب (أو الكائن الدقيق) عام جدًا، قد يضر الشيء المضاد للميكروبات بمجموعة متنوعة من الكائنات الحية، وهذا يشمل طيف يضم كائنات مفيدة وضارة، وقد يشمل هذا خلايا الثدييات والأنواع الخلوية التي يرتبط ذكرها بالأمراض عادةً، كالبكتيريا والفيروسات والطفيليات والفطريات.
تشير الانتقائية إلى القدرة على محاربة نوع أو فئة معينة من الكائنات الحية. اعتمادًا على مجال الاستخدام، فإن القدرة على مكافحة كائنات دقيقة معينة بشكل انتقائي مع وجود تأثير ضار ضئيل ضد الكائنات الأخرى، تحدد فائدة سطح مضاد للميكروبات معين في سياق معين.

### مبيدات الجراثيم
تعتمد إحدى الطرق الرئيسية لمكافحة نمو الخلايا البكتيرية على سطح ما في منع التصاقها الأولي بهذا السطح. تشمل بعض المواد التي تملك هذه الخاصية ما يلي: طلاء هيدروكسي الأباتيت المدمج بالكلورهيكسيدين وطلاء عديد حمض اللبنيك الحاوي على الكلورهيكسيدين والمستخدم على سطح خاضع لعملية أنودة وطلاء بوليمر فوسفات الكالسيوم مع الكلورهيكسيدين.
تعمل هذه المواد على منع نمو البكتيريا بالاعتماد على طريقة أخرى أيضًا. يصنف الجنتاميسين كمضاد حيوي واسع الطيف نسبيًا، ويعتبر أيضًا من المضادات الحيوية النادرة المستقرة حراريًا، لذا هو أحد أكثر المضادات الحيوية المستخدمة لطلاء غرسات التيتانيوم. تتضمن المضادات الحيوية الأخرى واسعة الطيف الأخرى ما يلي: السيفالوثين والكاربينيسيلين والأموكسيسيلين والسيفاماندول والتوبراميسين والفانكوميسين.
تعتبر أسطح النحاس وسبائكه وسيلة فعالة لمنع نمو البكتيريا. أشرفت وكالة حماية البيئة الأمريكية على اختبار الفعالية المضادة للميكروبات لتلك الأسطح ضد المكورات العنقودية الذهبية والمكورات المعوية الهوائية والمكورات العنقودية الذهبية المقاومة للميثيسيلين والإشريكية القولونية O157: H7 والزائفة الزنجارية، وخلصت إلى أن التنظيف المنتظم لنحو 355 سطح نحاسي مختلف أدى إلى النتائج التالية:
- انخفاض مستمر في التلوث البكتيري، محققةً انخفاض بنسبة 99.9% في غضون ساعتين من التعرض.
- قتل أكثر من 99.9% من البكتيريا سلبية وإيجابية الغرام في غضون ساعتين من التعرض.
- امتلاكها تأثير مستمر وثابت ضد البكتيريا، واستمرار فعاليتها في قتل أكثر من 99.9% من البكتيريا لمدة ساعتين.
- قتل أكثر من 99.9% من البكتيريا في غضون ساعتين، واستمرار فعاليتها في قتل 99% من البكتيريا حتى بعد تعرضها المتكرر للتلوث.
- مساهمتها في منع تراكم البكتيريا ونموها في غضون ساعتين من التعرض بين خطوات التنظيف والتعقيم.